# Дятлинка (река)
Дятлинка — река в России, протекает в Дмитровском районе Московской области. Исток реки находится в лесу у деревни Поповка. Устье реки находится в 16 км по левому берегу реки Яхромы (в настоящее время фактически сливается с системой каналов в среднем течении Яхромы). На реке расположены деревни Доронино, Пулиха, Карпово, Дятлино, посёлок СУ-847. Длина реки составляет 24 км. Площадь водосборного бассейна — 80,2 км².
У деревни Карпово на реке расположено Карповское водохранилище.
В XVI веке была известна под названием Дятелина (Дятелинка).

## Данные водного реестра
По данным государственного водного реестра России, относится к Верхневолжскому бассейновому округу. Речной бассейн — (Верхняя) Волга до Куйбышевского водохранилища (без бассейна Оки), речной подбассейн — бассейны притоков (Верхней) Волги до Рыбинского водохранилища, водохозяйственный участок — Волга от Иваньковского гидроузла до Угличского гидроузла (Угличское водохранилище).
Код объекта в государственном водном реестре — 08010100812110000003530.